# Polystachya rhodoptera
Espèce
Synonymes
- Dendrorchis rhodoptera (Rchb. f.) Kuntze[1]
- Dendrorkis rhodoptera (Rchb.f.) Kuntze[1]
- Polystachya carnea Brongn.[1]
- Polystachya ensifolia Lindl.[1]
- Polystachya subcorymbosa Kraenzl.[1]
- Polystachya wahisiana De Wild.[1]

Polystachya rhodoptera est une espèce de plantes de la famille des Orchidées et du genre Polystachya, présente dans plusieurs pays d'Afrique tropicale.